# Indianapolisi 500

A versenypálya

Az Indianapolisi 500 mérföldes versenyt (más néven: Indy 500) 1911 óta rendezik az Indianapolis Motor Speedway versenypályán. Tradicionálisan a háborús hősök emléknapjának (május 30.) hétvégéjén rendezik. A verseny mindig is a legfontosabb versenye volt az amerikai open-wheel versenyzésnek. 1950 és 1960 között beleszámított a FIA versenyzők bajnokságába. Az Indianapolis 500 egyike a világ három legnagyobb versenyének, az egyik legnagyobb egynapos sportesemény a világon. Az 500 mérföldes versenyre általában közel 400 ezren látogatnak el a verseny napján.

## Története

### Korai évek

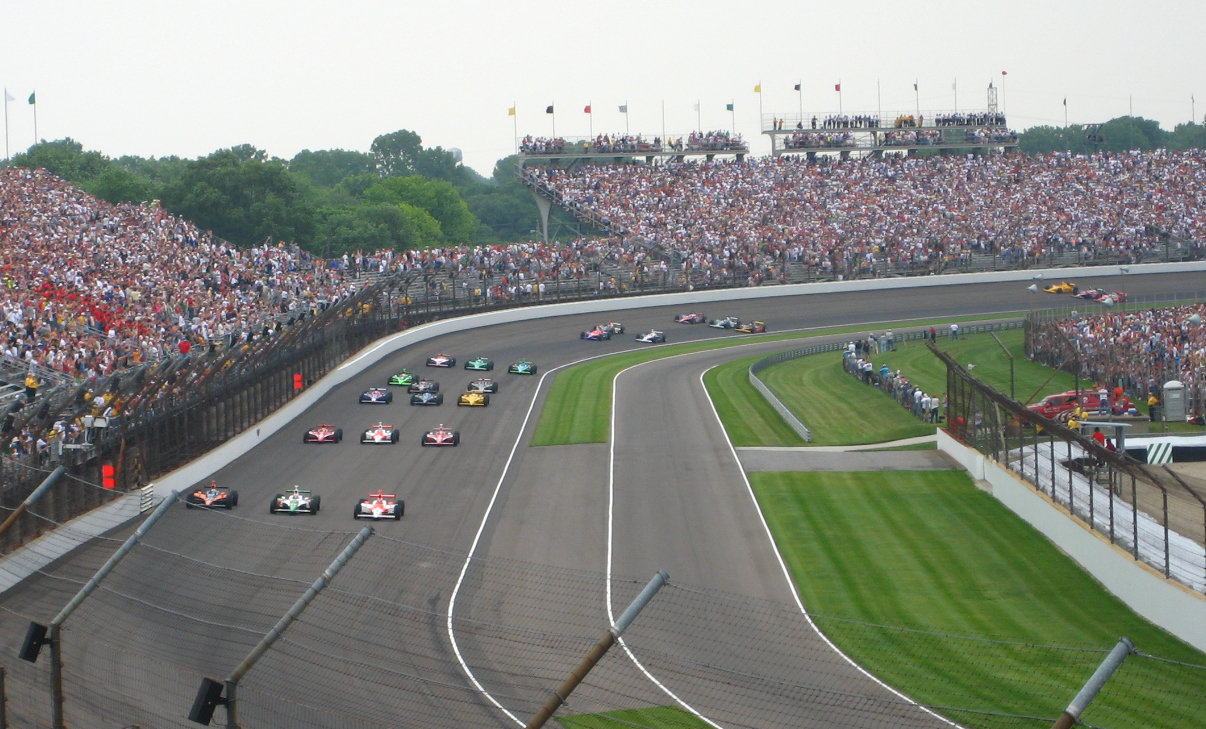
Start 2007-ben

Az Indianapolis Motor Speedway-t 1909-ben építették. A kezdetben még kátránnyal és kaviccsal leszórt pályát a túlzott veszélyek miatt Carl Graham Fisher vállalkozó, aki maga is megszállott autóversenyző volt, 3,2 millió téglával újította fel. Az első 500 mérföldes versenyt 1911-ben a háborús hősök emléknapján, május 30-án rendezték az AAA szervezésében. Az első versenyt Ray Horroun nyerte egy Marmon Wasp volánja mögött.
Pár év múlva már az európai Grand Prix versenyzés legjobbjai is rajthoz álltak az 500 mérföldes versenyen. 1913-ban a francia Jules Goux nyerte a versenyt, az ezt követő három évben is európaiak nyerték a versenyt. 
1916-ban csak 300 mérföldes volt a verseny, mivel a világháború miatt spórolni kellett az üzemanyaggal. Csak 21 autó indult, ebből hetet maga az Indianapolis Motor Speedway szponzorált.
1917 és 1918-ban nem rendezték meg a versenyt az I. világháború miatt.
A világháború után ismét az amerikai versenyzők és gyárak domináltak a versenyen.

### Rickenbacker korszak
1928-ban a pálya Eddie Rickenbacker tulajdonába kerül. 
Ebben az időszakban a Miller versenyautók domináltak. A versenyzők közül Louis Meyer és Wilbur Shaw emelkedett ki. Mindketten három-három Indy 500 győzelmet szereztek. 
1942 és 1945 között nem rendezték meg a versenyt a II. világháború miatt.

### Hulman/George korszak
A háború után Tony Hulman vásárolta meg a pályát, és átesett egy felújításon is.
1956-tól az USAC veszi át a versenyek szervezését és felügyeletét.
A `60-as évek közepén egyre több európai próbálkozott meg az 500 mérföldes futammal. Az első siker Jim Clark nevéhez fűződik, aki 1965-ben a farmotoros Lotus-Fordjával megnyerte a versenyt. A következő évben a szintén brit Graham Hill nyerte meg a versenyt. A külföldi dominancia miatt az amerikai konstruktőrök is áttértek az orr- és középmotoros autókról a farmotorosra.
1979-ben az IndyCaros csapatok fellázadnak az addig a versenyeket irányító USAC ellen, és saját felügyelő szervezetet hoznak létre CART néven. Emiatt az USAC kitiltotta a CART-os csapatokat az Indy 500-ról, de a bírósági ítélet szerint a csapatok mégis elindulhattak.
1992-ben Tony George lesz az Indianapolis Motor Speedway vezérigazgatója.

### IRL korszak
1996-ban Tony George egy új sorozatot szervez a Indy 500 köré, Indy Racing League néven. 
A 2000-es évek elejétől a CART-os csapatok újra részt vesznek az Indy 500-on.
2009-ben kezdődött a hároméves "centenáriumi éra", amikor az Indianapolis Motor Speedway 100. évfordulóját és az Indianapolis 500 100. évfordulóját ünnepelték. Az Indy 500 100. évfordulóján Dan Wheldon nyert, aki az IndyCar sorozat szezonzáróján elhunyt.

## Statisztikák

### Többszörös győztesek
| Győzelmek | Versenyző          | Év                     |
| --------- | ------------------ | ---------------------- |
| 4         | A. J. Foyt         | 1961, 1964, 1967, 1977 |
| 4         | Al Unser           | 1970, 1971, 1978, 1987 |
| 4         | Rick Mears         | 1979, 1984, 1988, 1991 |
| 4         | Hélio Castroneves  | 2001, 2002, 2009, 2021 |
| 3         | Louis Meyer        | 1928, 1933, 1936       |
| 3         | Wilbur Shaw        | 1937, 1939, 1940       |
| 3         | Mauri Rose         | 1941, 1947, 1948       |
| 3         | Johnny Rutherford  | 1974, 1976, 1980       |
| 3         | Bobby Unser        | 1968, 1975, 1981       |
| 3         | Dario Franchitti   | 2007, 2010, 2012       |
| 2         | Tommy Milton       | 1921, 1923             |
| 2         | Bill Vukovich      | 1953, 1954             |
| 2         | Rodger Ward        | 1959, 1962             |
| 2         | Gordon Johncock    | 1973, 1982             |
| 2         | Emerson Fittipaldi | 1989, 1993             |
| 2         | Al Unser, Jr.      | 1992, 1994             |
| 2         | Arie Luyendyk      | 1990, 1997             |
| 2         | Dan Wheldon        | 2005, 2011             |
| 2         | Juan Pablo Montoya | 2000, 2015             |
| 2         | Szató Takuma       | 2017, 2020             |

## Lásd még
- Az Indianapolisi 500 győzteseinek listája